# Еграляга
Еграляга — река в России, протекает по территории Троицко-Печорского района Республики Коми. Устье реки находится в 37 км по левому берегу реки Ыджидляга. Длина реки составляет 19 км.
Река берёт начало на Северном Урале, на западных склонах горы Янгелесос (932 м НУМ). Южнее расположен исток Печоры. Начало реки находится близ границы с Ханты-Мансийским автономным округом и на глобальном водоразделе Печоры и Оби, на восточных склонах хребта берёт начало река Тосемптоу (бассейн Северной Сосьвы).
Течение носит горный характер, генеральное направление течения — север. Всё течение проходит в ненаселённой холмистой тайге на территории Печоро-Илычского заповедника. Ширина реки в верхнем течении не превышает 10 метров, в нижнем течении — около 15 метров. Скорость течения перед устьем около 0,9 м/с. Крупнейший приток — Егравож (левый).

## Данные водного реестра
По данным государственного водного реестра России относится к Двинско-Печорскому бассейновому округу, водохозяйственный участок реки — Печора от истока до водомерного поста у посёлка Шердино, речной подбассейн реки — Бассейны притоков Печоры до впадения Усы. Речной бассейн реки — Печора.
Код объекта в государственном водном реестре — 03050100112103000058754.